# Flughafen Bergen

i8
i11
i13
Der Flughafen Bergen (norwegisch Bergen Lufthavn, Flesland, IATA-Code: BGO, ICAO-Code: ENBR) ist der internationale Flughafen der norwegischen Stadt Bergen.
Er wird sowohl zivil als auch militärisch (für NATO-Luftstreitkräfte und die Luftforsvaret) genutzt. Mit 6.113.452 Passagieren im Jahr 2017 ist der Flughafen der zweitgrößte Norwegens.

## Lage und Verkehrsanbindung
Der Flughafen Bergen liegt 13 Kilometer südwestlich des Stadtzentrums von Bergen im Stadtteil Ytrebygda.
Er ist durch die Stadtbahn Bergen und verschiedene Buslinien in den Öffentlichen Personennahverkehr eingebunden.

## Geschichte
Der Flughafen wurde 1955 in Betrieb genommen. Die damals 2440 m lange Start- und Landebahn wurde mit Mitteln der NATO gebaut und mit massiven Felssprengungen in der hügeligen Landschaft angelegt.
1988 wurde auf dem Flughafen ein neues Terminalgebäude mit elf Fluggastbrücken in Betrieb genommen. Das alte Terminal dient seitdem zur Abfertigung von Hubschrauber-Passagieren, hauptsächlich im Verkehr zu den Ölbohrinseln in der Nordsee. Die Stadtbahn Bergen wurde im April 2017 zum Flughafen verlängert. Im August 2017 wurde ein weiteres neues Terminalgebäude in Betrieb genommen, das eine Kapazität von 10 Millionen Passagieren besitzt. Seit Oktober 2018 sind Schlechtwetteranflüge unter CAT-II-Bedingungen möglich.

## Fluggesellschaften und Ziele
Von Bergen aus werden sowohl regionale wie internationale Ziele angeflogen. Die wichtigste Verbindung ist die Route Bergen-Oslo. In der Rangliste von Europas meistgeflogenen Strecken lag diese Strecke im Jahr 2005 auf Platz sieben, mit durchschnittlich 54.471 Fluggästen wöchentlich.

## Verkehrszahlen
| Jahr | Fluggastaufkommen | Luftfracht (Tonnen) (mit Luftpost) | Flugbewegungen (mit Militär) |
| ---- | ----------------- | ---------------------------------- | ---------------------------- |
| 2022 | 5.995.234         | 2.838                              | 99.937                       |
| 2021 | 3.273.709         | 3.273                              | 77.201                       |
| 2020 | 2.711.276         | –                                  | 68.542                       |
| 2019 | 6.505.827         | –                                  | 94.827                       |
| 2018 | 6.306.623         | –                                  | 91.865                       |
| 2017 | 6.113.452         | –                                  | 90.341                       |
| 2016 | 5.949.060         | –                                  | 94.180                       |
| 2015 | 6.021.020         | –                                  | 98.936                       |
| 2014 | 6.216.841         | 4.503                              | 103.767                      |
| 2013 | 6.215.705         | 5.199                              | 106.225                      |
| 2012 | 5.814.413         | 6.747                              | 106.481                      |
| 2011 | 5.601.394         | 6.717                              | 103.183                      |
| 2010 | 5.078.267         | 7.499                              | 96.505                       |
| 2009 | 4.628.424         | 6.934                              | 97.255                       |
| 2008 | 4.808.419         | 6.105                              | 100.318                      |
| 2007 | 4.199.886         | 6.102                              | 99.172                       |
| 2006 | 4.358.038         | 7.430                              | 95.484                       |
| 2005 | 3.473.695         | 7.259                              | 88.929                       |
| 2004 | 3.344.397         | 7.154                              | 87.088                       |
| 2003 | 3.587.805         | –                                  | 88.087                       |
| 2002 | 3.553.438         | 7.859                              | 90.184                       |
| 2001 | 3.673.577         | 9.860                              | 94.467                       |
| 2000 | 3.926.964         | 9.586                              | 97.238                       |
| 1999 | 3.913.925         | 10.317                             | 104.873                      |